# 山本魔百合
、日本漫畫家。作品主要為靈異漫畫類型。

## 作品
- 原名《魔百合の恐怖報告（日语：魔百合の恐怖報告）》
- 《緒方克巳》系列
  1. 原名 （页面存档备份，存于）
    1. 《》（1）
    2. 《》（2）
    3. 《》（1）
    4. 《》（2）

  2. 原名

  3. 原名
- 原名
- 原名

## 外部連結
- （日語）http://www.ebookjapan.jp/shop/author.asp?authorid=143[ ] （页面存档备份，存于）
- （日語）